# Sametingsgebäude (Norwegen)

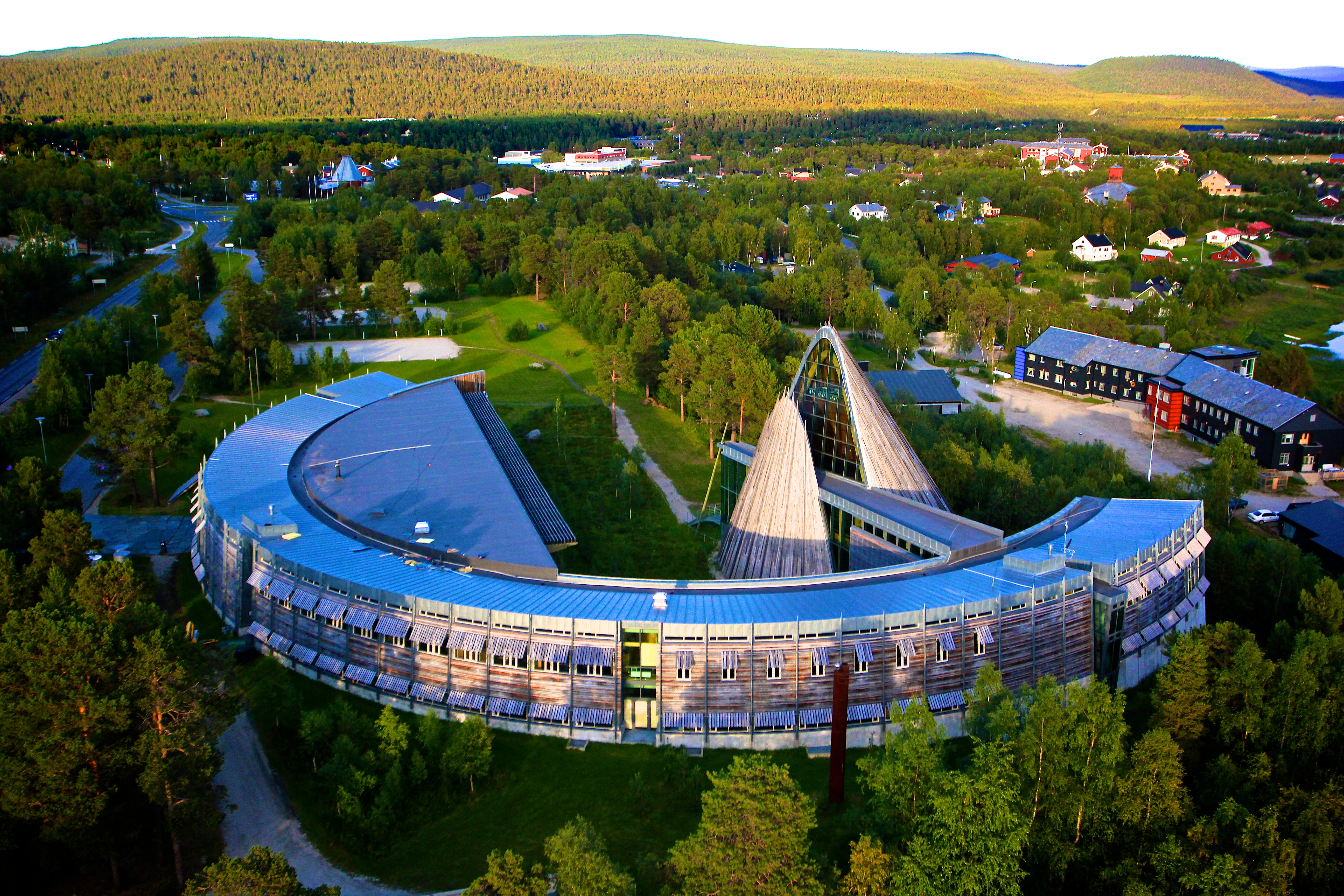
Luftbild des Parlamentsgebäudes

Das Gebäude des Sametings (norwegisch: Sametingsbygningen) in Norwegen steht in der nordnorwegischen Kommune Karasjok. Es ist der Sitz des Parlaments der norwegischen Samen, des Sametings. Im Gebäude befinden sich neben dem Plenarsaal auch die Verwaltung des Parlaments sowie eine samische Bibliothek.

## Geschichte

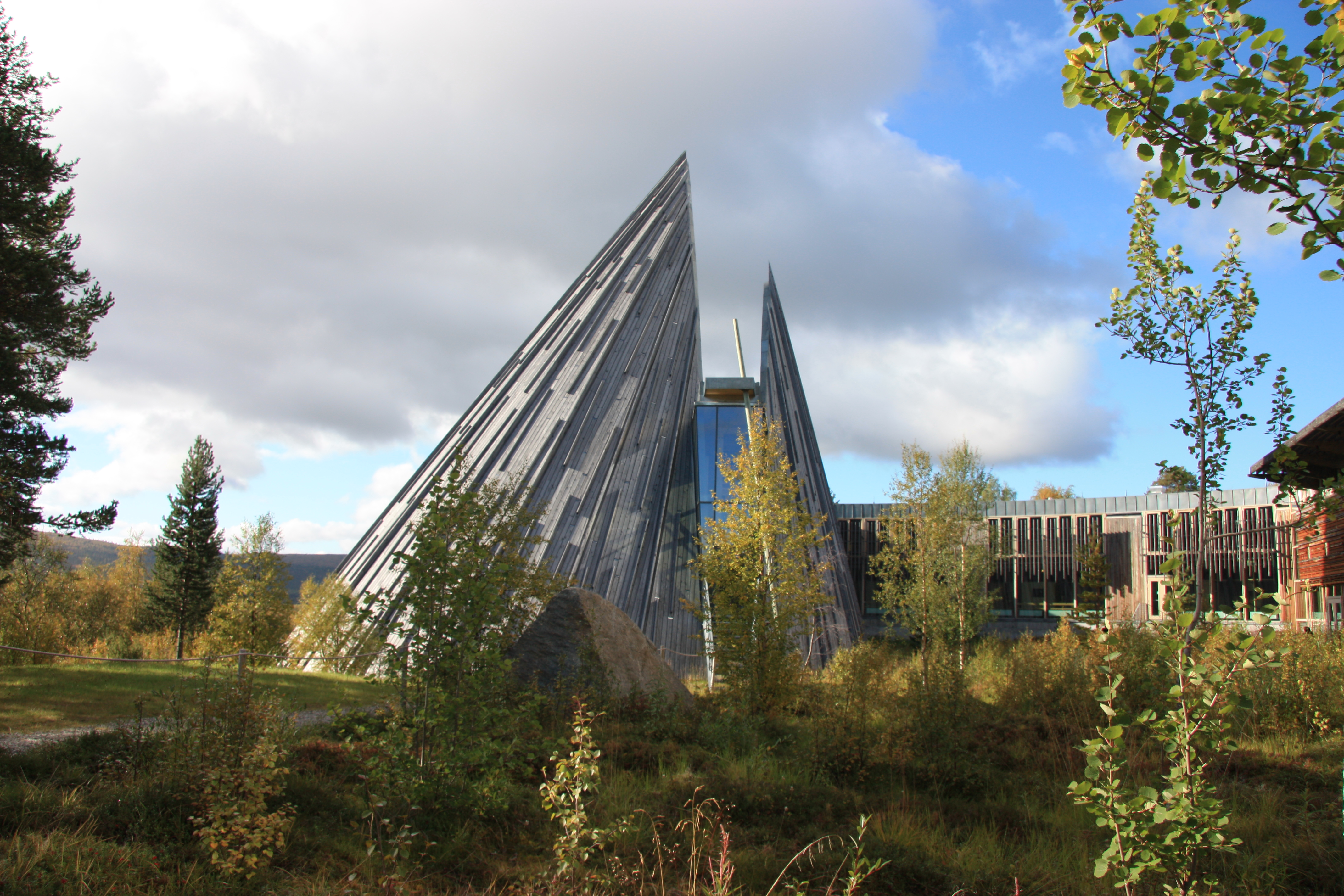
Das Sametingsgebäude mit dem Plenarsaal im Vordergrund

Im Jahr 1995 wurde ein Architekturwettbewerb für ein neues Gebäude des norwegischen Sami-Parlaments ausgerufen. Initiator war die norwegische Regierung, die Zuständigkeit lag bei der staatlichen Baubehörde Statsbygg. Es war vorgeschrieben, dass sich das neue Gebäude an der traditionellen samischen Architektur orientieren solle. Den Zuschlag bekam im März 1996 ein Vorschlag der beiden Architekten Stein Halvorsen und Christian Sundby, welcher unter dem Motto „69,3˚ NORD“ stand.
Der Bau begann im August 1998. Im Juni 1999 legte die damalige Stortingspräsidentin Kirsti Kolle Grøndahl den Grundstein. Am 2. November 2000 wurde das Gebäude von König Harald V. offiziell eröffnet. Am 20. November 2015 wurde ein 1520 Quadratmeter großer Anbau an das Gebäude eröffnet, der mit einer Brücke an den bereits bestehenden Bereich angebunden ist. Dort sind neue Büros und Sitzungsräume untergebracht. Auch diesen neuen Teil plante Stein Halvorsens Architekturbüro.

## Architektur
Das Sametingsbygning ist wie ein Halbkreis geformt und hat zwei Etagen. Am Ende des Halbkreises befindet sich der Plenarsaal des Parlaments. Er ist vom Rest der Gebäudestruktur etwas abgetrennt in einem kegelförmigen Bereich untergebracht, der an die traditionelle Behausung der Samen, den Koten, erinnern soll. Die Außenverkleidung besteht aus Lärchenholz. Über die Zeit soll sich dieses Holz grau verfärben und stärker den Holzhäusern der Region ähneln. Innerhalb des Gebäudes befindet sich eine Sammlung an Kunstwerken von norwegischen und samischen Künstlern.
Das Gebäude hat eine Brutto-Grundfläche von 5300 Quadratmetern. Es steht auf einer Anhöhe bei Karasjok.

## Bibliothek

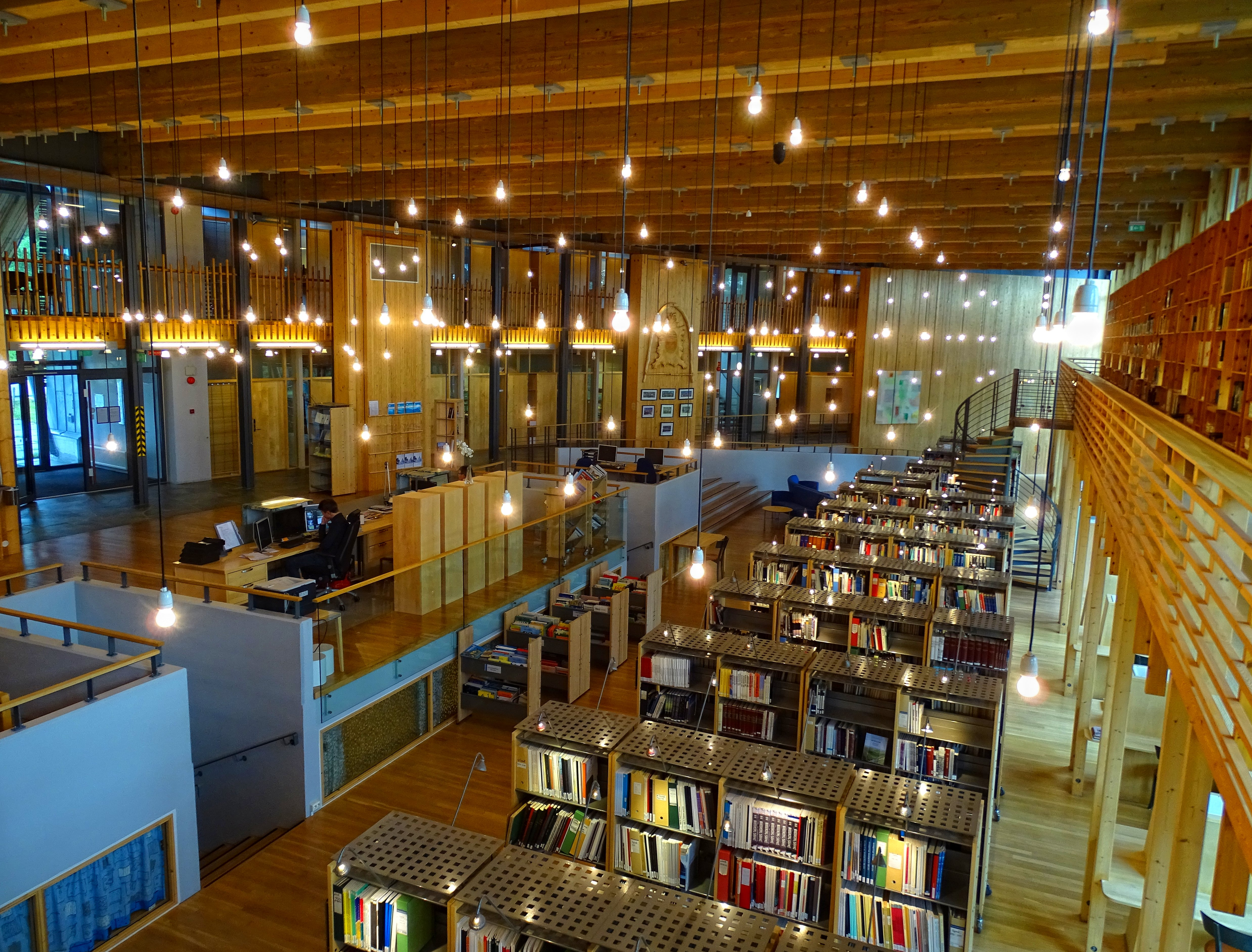
Bibliothek des Sametings

Die Bibliothek im Gebäude, die früher den Namen Samisk spesialbibliotek (deutsch: Samische Spezialbibliothek) trug, enthielt im Jahr 2018 über 45.000 Bücher, Zeitschriften, Zeitungen und andere Publikationen in samischer Sprache oder über samische Themenbereiche. Von jedem in Norwegen herausgegebenen Buch, das in seiner Gesamtheit oder in wesentlichen Teilen in einer samischen Sprache verfasst ist, muss eine Kopie an die Einrichtung gesendet werden. Damit bietet sie das größte Angebot an samischen Inhalten in ganz Norwegen. Die Bibliothek ist die Nachfolgeinstitution der staatlich finanzierten samischen Bibliothek in Karasjok, die 1983 aus der Volksbibliothek in Karasjok hervorgegangen war.

## Auszeichnungen
- 2001: Architekturpreis der norwegischen Regierung für traditionelle Architektur
- 2002: Nordnorwegischer Architekturpreis
- 2003: Eigentumspreis von Fiabci Norway in der Kategorie „öffentliches Gebäude“